# Teun van Grunsven
Teun van Grunsven (Oss, 30 oktober 1999) is een Nederlands voetballer die als verdediger voor FC Den Bosch speelt.

## Carrière
Teun van Grunsven speelde in de jeugd van RKSV Margriet, FC Oss en RKC Waalwijk. Bij het eerste elftal van die laatste ploeg kwam hij niet tot een debuut. Bij FC Den Bosch liet dit ook lange tijd op zich wachten, omdat Van Grunsven een half seizoen geblesseerd aan de kant bleef. Zijn uiteindelijke debuut in het betaald voetbal was op 6 augustus 2021 in de thuiswedstrijd tegen Helmond Sport (2-0). In de eenentachtigste minuut werd Van Grunsven vervangen door Stan Maas.
Op 9 september 2022 maakte Van Grunsven zijn eerste doelpunt in het betaald voetbal. In de uitwedstrijd tegen FC Dordrecht maakte hij in de vijfde minuut van de blessuretijd van de tweede helft de eretreffer voor de Bosschenaren, 2-1. In seizoen 2022/23 wist hij ook te scoren, in het toernooi om de KNVB Beker. Op 18 oktober maakte hij, net ingevallen, in de zevenenveertigste de 1-1 uit bij GVVV. Uiteindelijk wist FC Den Bosch met 1-3 te winnen.
Op 13 maart 2024 verlengde Van Grunsven, inmiddels derde aanvoerder na Danny Verbeek en Victor van den Bogert, zijn contract bij FC Den Bosch met twee seizoenen. Tot de zomer van 2026. De verdediger scoorde in zijn eerste eenennegentig wedstrijden voor FC Den Bosch twee maal. In het seizoen 2024-2025 scoorde hij ook twee keer, maar dan in vier wedstrijden tussen 21 december en 27 januari. Op 24 april 2025 maakte FC Den Bosch bekend dat het contract van de verdediger met een jaar is verlengd tot de zomer van 2027.

### Statistieken
| Seizoen | Club         | Land      | Competitie     | Competitie | Competitie | Beker | Beker | Overig | Overig | Totaal | Totaal |
| Seizoen | Club         | Land      | Competitie     | Wed.       | Dlp.       | Wed.  | Dlp.  | Wed.   | Dlp.   | Wed.   | Dlp.   |
| ------- | ------------ | --------- | -------------- | ---------- | ---------- | ----- | ----- | ------ | ------ | ------ | ------ |
| 2020    | RKC Waalwijk | Nederland | Eredivisie     | 0          | 0          | 0     | 0     | 0      | 0      | 0      | 0      |
| 2021    | FC Den Bosch | Nederland | Eerste divisie | 0          | 0          | 0     | 0     | 0      | 0      | 0      | 0      |
| 2021/22 | FC Den Bosch | Nederland | Eerste divisie | 26         | 0          | 1     | 0     | 0      | 0      | 27     | 0      |
| 2022/23 | FC Den Bosch | Nederland | Eerste divisie | 25         | 2          | 2     | 1     | 0      | 0      | 27     | 3      |
| 2023/24 | FC Den Bosch | Nederland | Eerste divisie | 26         | 0          | 1     | 0     | 0      | 0      | 27     | 0      |
| 2024/25 | FC Den Bosch | Nederland | Eerste divisie | 30         | 2          | 0     | 0     | 3      | 1      | 33     | 2      |
| 2025/26 | FC Den Bosch | Nederland | Eerste divisie | 1          | 0          | 0     | 0     | 0      | 0      | 1      | 0      |
| Totaal  | Totaal       | Totaal    | Totaal         | 108        | 4          | 4     | 0     | 3      | 1      | 115    | 5      |

Bijgewerkt op 9 augustus 2025.
1 Bakker ·
3 Maas ·
4 Van Grunsven ·
5 De Groot ·
6 Felida ·
7 Sillé ·
8 Monzialo ·
9 Karlsson Grach ·
10 Van Leeuwen ·
11 Verbeek  ·
15 De Vries ·
17 Semedo ·
18 Van Hedel ·
19 Kuijpers ·
20 Acheffay ·
21 Kotzebue ·
22 Fortes ·
23 Bakaľa ·
26 El Bakkali ·
27 Akmum ·
31 Bijlsma ·
33 Laros ·
36 Van de Merbel ·
40 Boumassaoudi ·
47 Barglan ·
48 Elum ·
Coach: Landvreugd
· Assistent-trainer: Van Overbeek
· Assistent-trainer: Mesaoudi
· Keeperstrainer: De Wit